# Tienoptila guttella
Teinoptila guttella là một loài bướm đêm thuộc họ Yponomeutidae. Loài này có ở Đài Loan và Nhật Bản.